# Нахман, Рон
Рон Нахман (ивр. רון נחמן‎; 6 августа 1942, Тель-Авив — 18 января 2013, Петах-Тиква) — израильский политик. Бессменный глава муниципального совета, а затем мэр города Ариэль с 1985 по 2013 год, член кнессета 13-го созыва (1992—1996), лауреат Премии Израиля за заслуги перед обществом и государством (2013).

## Биография
Рон Нахман родился в 1942 году в тель-авивской больнице Эйн-Геди. Его отец Зеэв Нахман был членом муниципального совета Нес-Ционы, а мать, Рахель Боксер, была родом из семьи основателей этого города. Мальчик учился в начальной школе «Ришоним» в Нес-Ционе, а затем в реальной гимназии Ришон-ле-Циона, но в 11-м классе был из неё исключён после того, как в учебные часы столкнулся с одним из преподавателей в кинотеатре.
До мобилизации в армию Нахман работал в упаковочном цехе в Реховоте. После мобилизации был направлен в войска связи, проходил службу в Эйлате. После окончания службы продолжил учёбу в Тель-Авивском университете и в 1970 году получил первую степень по политологии и организации труда.
По окончании учёбы поступил на работу в государственной компании «Таасия Цваит» в качестве заместителя начальника отдела кадров. Его работа в этой компании продолжалась до 1983 года, и в эти годы он получил ещё одну первую степень — теперь по юриспруденции — в Тель-Авивском университете. В 1972 году Нахман и ряд других сотрудников «Таасия Цваит» сформировали «Тель-авивское ядро» — группу, добивавшуюся права на создание поселения в Самарии. В 1978 году эта группа основала в Самарии новое поселение, получившее название Ариэль. В 1983 году Нахман ушёл из «Таасия Цваит», заняв пост заместителя директора Израильского управления телерадиовещания. В этой должности он инициировал принятие Закона об исполнителях, обеспечившего стабильный заработок многим израильским деятелям искусства; смысл этого закона был в гарантированном получении авторами и исполнителями отчислений за исполнение их произведений в средствах массовой информации.
Нахман, возглавлявший «Тель-авивское ядро», затем на добровольческих началах в свободное от работы время выполнял обязанности руководителя местного совета Ариэля, а в 1985 году был избран председателем совета уже официально, став первым человеком в этой должности, получившим её в результате выборов. В 1992 году он также был избран в кнессет 13-го созыва от фракции «Ликуд». В кнессете Нахман был членом законодательной комиссии, комиссии по вопросам алии и абсорбции и финансовой комиссии, а также специального комитета по делам Второго радиотелевещательного управления, в ведение которого входило коммерческое вещание в Израиле. На следующих выборах в кнессет Нахман занял в списке «Ликуда» 34-е место, не попав в состав фракции, по итогам выборов насчитывавшей 32 депутата; после того, как в результате назначения Элияху Бен-Элисара послом в США в кнессет прошёл Реувен Ривлин, занимавший в списке 33-е место, Нахман оказался следующим кандидатом на депутатское кресло. Однако в 1997 году был принят закон, запрещавший совмещение поста депутата кнессета с должностью главы местного самоуправления, и Нахман, к этому времени в очередной раз избранный главой местного совета Ариэля, предпочёл сохранить эту должность.
В 1998 году Нахман добился придания Ариэлю статуса города и с этого момента носил звание мэра. Благодаря его усилиям Ариэль стал городом высоких технологий в области связи, опыт которого перенимают в других городах Израиля. При Нахмане Ариэль, изначально заселявшийся светскими израильтянами, также принял значительное количество религиозных жителей, в том числе из ликвидированного поселения Нецарим в секторе Газа. Город также принял большое количество репатриантов из республик бывшего СССР. Нахман внёс большой вклад в создание и развитие в Ариэле Колледжа Иудеи и Самарии, а затем и в получение им статуса университета. После начала Второй палестинской интифады он инициировал прокладку новой дороги в Ариэль, огибающей опасные участки; в дальнейшем эта дорога превратилась в Транссамарийское шоссе.
С 2004 по 2011 год Нахман входил в правление израильского Совета по нефти, в том числе в качестве председателя. Он активно участвовал в работе Центра местного самоуправления Израиля, возглавляя в нём комиссию по делам молодёжи. В 2009 году у Нахмана был диагностирован рак, но и будучи больным, он продолжал выполнять обязанности мэра Ариэля. Он умер в январе 2013 года в больнице «Бейлинсон» в Петах-Тикве в возрасте 70 лет, оставив после себя жену Дорит, четырёх дочерей и десять внуков. В феврале того же года было объявлено о присуждении ему Премии Израиля за заслуги перед обществом и государством.